# Clergé réfractaire

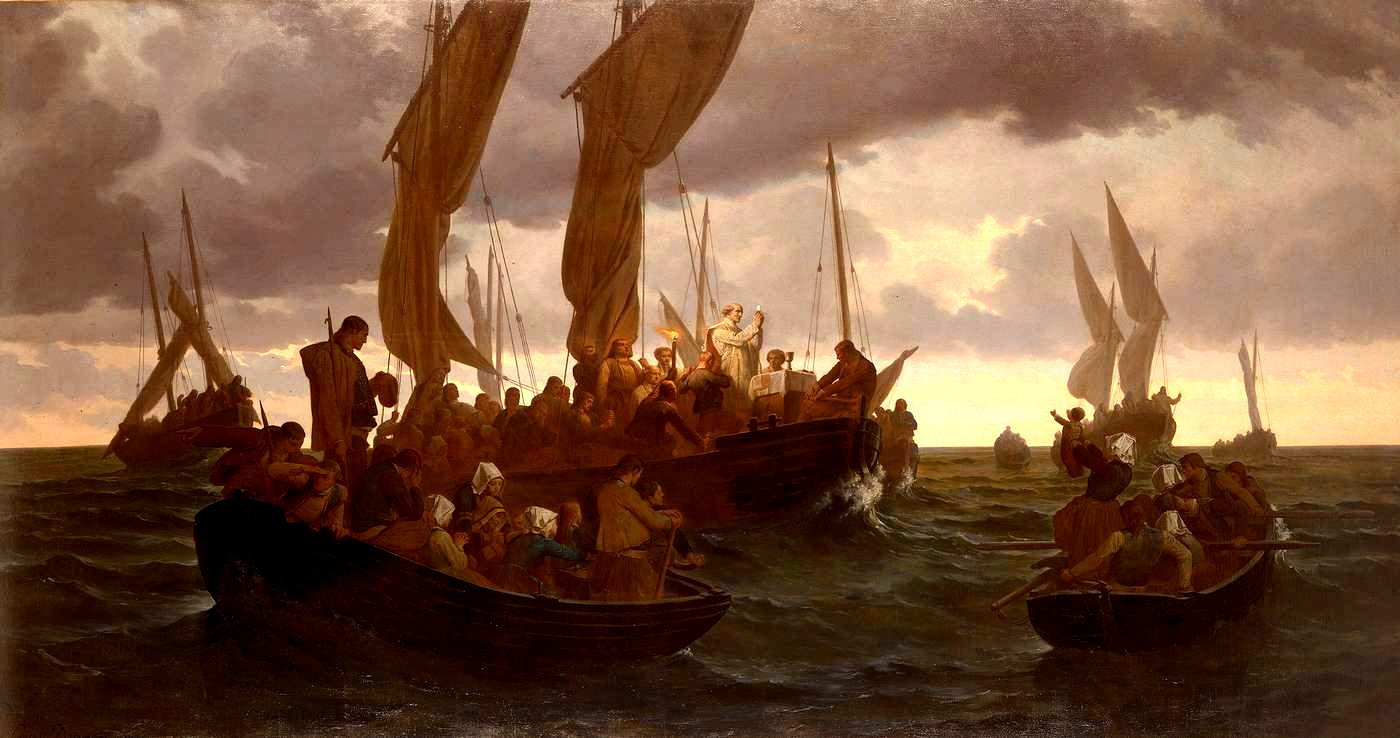
Une messe en mer en 1793, huile sur toile de Louis Duveau, 1864, musée des Beaux-Arts de Rennes.

On donne le nom de Clergé réfractaire ou d'Insermentés aux ecclésiastiques hostiles à la Constitution civile du clergé, décret adopté en France par l'Assemblée nationale constituante le 12 juillet 1790 lors de la Révolution française. Une part d'entre eux fut exilée, massacrée ou déportée. Nombre d'entre eux entrèrent dans la clandestinité, pour continuer d'assurer, autant que possible, leur apostolat.
Ce clergé réfractaire s'oppose au clergé jureur (dit aussi clergé assermenté ou clergé constitutionnel) qui reconnaît cette Constitution.

## La Constitution civile du clergé

### Les débuts de l'antichristianisme révolutionnaire
Dès 1790, l'Irlandais Edmund Burke dénonce la « foi imperturbable dans les prodiges du sacrilège », de la part de la Révolution en France. Dès le départ du mouvement, on assiste, en effet, à une série de mesures prises contre l'Église catholique, en France, dès 1789-1790 : suppression de la dîme, interdiction des vœux religieux.
En juillet 1790, est promulguée la Constitution civile du clergé, qui soumet l'Église catholique au pouvoir civil, ainsi que le serment à la Constitution civile, « à prêter dans la huitaine ». Le roi Louis XVI accepte de promulguer le décret de la Constituante, ce qu'il regrettera amèrement à partir du moment où le pape Pie VI manifeste son opposition.
Le clergé réfractaire désigne alors ce clergé clandestin, ayant refusé de prêter serment.
S'ensuit rapidement la répression contre ces prêtres et leurs protecteurs.

### Les lois répressives de 1792
| |  |  |
| Estampes opposant le « prêtre patriote prêtant de bonne foi le serment civique » au « prêtre aristocrate » fuyant le même serment (1790). |  |  |

En décembre 1791, Louis XVI met son veto à la loi du 29 novembre 1791, qui refuse aux prêtres non-jureurs la liberté de culte, puis, en mai 1792, à la loi du 27 mai qui ordonne la déchéance de la nationalité pour tout réfractaire dénoncé par 20 citoyens ou par un seul en « cas de trouble ».
Malgré l'émeute du 26 juin 1792, il le maintient et quelques arrestations ont déjà lieu, comme le 17 juin 1792, en Maine-et-Loire, le 19 en Côte-d'Or, le 20 à Mayenne ou, encore, le 28 dans le Morbihan.
Cependant, la rupture avec la monarchie du 10 août 1792 va permettre leur application officielle, et les premiers massacres commencent : le 14 juillet, un prêtre est tué à Limoges, neuf dans le Var ; le 15, deux à Bordeaux, dont un rédacteur de la Déclaration des droits de l'homme et du citoyen.

Le 26 août 1792, les prêtres réfractaires, qu'on peut estimer au nombre de 75 000, doivent « quitter la France dans le délai de 15 jours ». À cette occasion, le député Isard affirme : 

« Il faut renvoyer ces pestiférés dans les lazarets de Rome et de l'Italie. »

Comprendre la complexité d'une politique divisée et éviter les systématisations idéologiques

Carte des prêtres ayant prêté serment à la Constitution civile du clergé en France en 1791.

Le phénomène de déchristianisation se caractérise tout d’abord par le fait que ce mouvement a été de très courte durée, et ensuite qu’il ne fut pas organisé par le pouvoir central. Le gouvernement de salut public et la Convention sont hostiles ou en tout cas circonspects face à ce phénomène.
C’est de province que partent les premières initiatives de fermeture d’églises, sous l’égide de représentants en mission ou des Comités de Surveillance. Mais Paris se mobilise presque simultanément. Le 17 novembre 1793, dans une réunion du comité de Salut public, qui est alors le gouvernement effectif de la République, Robespierre dénonce la déchristianisation qui pour lui risque de faire basculer les pays neutres (surtout protestants) dans l'opposition à la France. Le 21 novembre dans un discours au club des Jacobins, il se prononce pour la liberté des cultes. Danton le soutient dans sa lutte contre les Hébertistes qui sont alors les principaux hommes politiques favorables à la déchristianisation. Aussi le 6 décembre, la Convention réaffirme la liberté des cultes, même si le 8 elle décide de ne pas rouvrir les églises fermées.
Dès lors, et même si des contre-exemples ont pu exister, soit celui de réfractaires réprimés non pour avoir été réfractaires mais pour avoir commis des actes considérés comme contre-révolutionnaires, la répression des réfractaires prend un caractère paradoxal : elle n’est active que là où la répression s’avère globalement la moins forte.
Ce paradoxe s’accentue de surcroît au cours d’une période très brève : de floréal à thermidor an II. Cette période est encore nettement délimitée à cause de la législation répressive. En effet la Convention, en deux temps, le 26 germinal an II puis le 19 floréal an II, centralise la répression des contre-révolutionnaires à Paris, à quelques exceptions locales près. Or ces textes, d’une extrême importance, exceptent les réfractaires, ce qui provoque encore une distorsion géographique. Au centre, à Paris, devant le tribunal révolutionnaire, sont jugés désormais les « ennemis du peuple », autre version de l’étiquette « aristocratique » ou contre-révolutionnaire. Dans les départements, et plus particulièrement dans ceux les plus tranquilles, puisque les exceptions locales concernant les textes de germinal et de floréal ne concernent que des départements troublés et frontières où sont conservées des commissions révolutionnaires, le jugement « hors de la loi » des réfractaires est exceptionnellement maintenu.
De fait, l’alliance entre nombre de municipalités manifestement attachées à leurs prêtres et les juges des tribunaux criminels conduit à épargner des réfractaires.
Sous « la Terreur », un prêtre réfractaire n’est pas un hors la loi comme les autres. Tout ennemi objectif de la Révolution qu’il paraisse, il bénéficie plus que les autres hors la loi du traitement juridictionnel spécifique de son affaire. L’habileté des juges qui fut en prairial assimilée à la chicane de l’avocature d’Ancien Régime, comme le poids de l’« opinion » si difficile à évaluer notamment dans les campagnes, infléchissent la répression.
Le 7 mai 1794, Robespierre donne un coup d’arrêt à la déchristianisation. La Convention décrète que le peuple français reconnaît l’existence de l’Être Suprême et de l’immortalité de l’âme. L’existence de l’Être Suprême et l’immortalité de l’âme sont des éléments qui ne sont pas apparus en contradiction avec la façon de vivre le protestantisme au XVIIIe siècle.
Certains pasteurs voyaient dans les cultes révolutionnaires la réalisation d’une partie de leur idéal religieux. A titre d’exemple, on peut citer le conventionnel Lombard-Lachaux d’Orléans : « je n’ai jamais prêché que l’amour de la liberté, de l’égalité et de mes semblables ; mon unique désir est de continuer à concourir au bien des sans-culottes ».
Après 1794, d’une part et dans un premier temps, le législateur lui-même fait preuve à l’encontre des réfractaires d’une agressivité bien moindre que sous la période « terroriste ». Toute la législation répressive est marquée par les hésitations, les ambiguïtés voire les contradictions d’un pouvoir en réalité engagé dans une impasse à propos de ses relations avec l’Église. Les juges s’engouffreront dans la voie ouverte par cette incohérence. D’autre part et dans un deuxième temps, le pouvoir révolutionnaire lui-même se transforme. L’exécutif et plus particulièrement sa composante ministérielle, absente sous la Terreur, tentent de prendre le relais du législateur dans sa lutte contre les réfractaires. Contrairement aux ambitions terroristes, paradoxalement très proches de l’idéal constituant dans leur absolu « légicentrisme », le pouvoir révolutionnaire prend acte sous le Directoire de l’impuissance de la loi. Il tente d’opposer au juge, non des représentants en mission ou des sociétés populaires locales, mais ses ministres.
En réaction contre la politique d’apaisement adoptée par le Corps législatif le 7 fructidor an V, les auteurs du coup d’État du 18 fructidor, soit la majeure partie des membres du Directoire exécutif, tentent de mettre en place une seconde « Terreur ». Néanmoins, celle-ci s’évertue, à l’encontre des réfractaires, à ne pas répéter les errements de la période précédente. 
Un nouveau serment est imaginé : celui de haine à la royauté et à l’anarchie. Surtout, l’assimilation des réfractaires aux émigrés doit permettre d’éviter tout recours aux tribunaux criminels et de confier la répression à des commissions militaires jugeant sans jurés.

## La répression
La propagande révolutionnaire anticatholique qualifie les réfractaires de fanatiques, anti-républicains et intolérants, insoumis et de mauvaise conduite.

### L'interdiction du culte chrétien (novembre 1793 - mars 1795)
Après avoir, en novembre 1793, déclaré les prêtres inaptes à tout service civil public, les églises sont fermées ou transformées en temple de la Raison, de Brutus, de Marat...
Des autodafés de livres, œuvres d'art, vases sacrés, ornements du culte sont organisés. Le dimanche est supprimé au profit du decadi révolutionnaire et interdit. L'historien Jean Dumont rapporte un texte de loi selon lequel ceux qui l'observent seront fichés sur la Liste des citoyens fainéants et suspects de la commune, et menacés de réclusion, ou autre, selon le vœu des Comités de surveillance.
Cette interdiction prend fin le 17 février 1795, grâce au combat des Vendéens qui obtiennent la signature du traité de la Jaunaie, à Saint-Sébastien-sur-Loire. La Révolution se voit donc obligée de rétablir la liberté de culte. Cette décision profite aussi aux juifs dont les synagogues avaient été elles aussi fermées, et les livres sacrés brûlés. À Strasbourg, par exemple, « tous les livres et signes du culte de Moïse » avaient dû être remis au district.
Néanmoins, on relève l'arrestation en septembre 1798 de deux jardiniers nantais pour « avoir replacé, fixé, et attaché, dans la ci-devant chapelle dont ils sont propriétaires, les signes particuliers d'un culte. ».

### Les cachettes

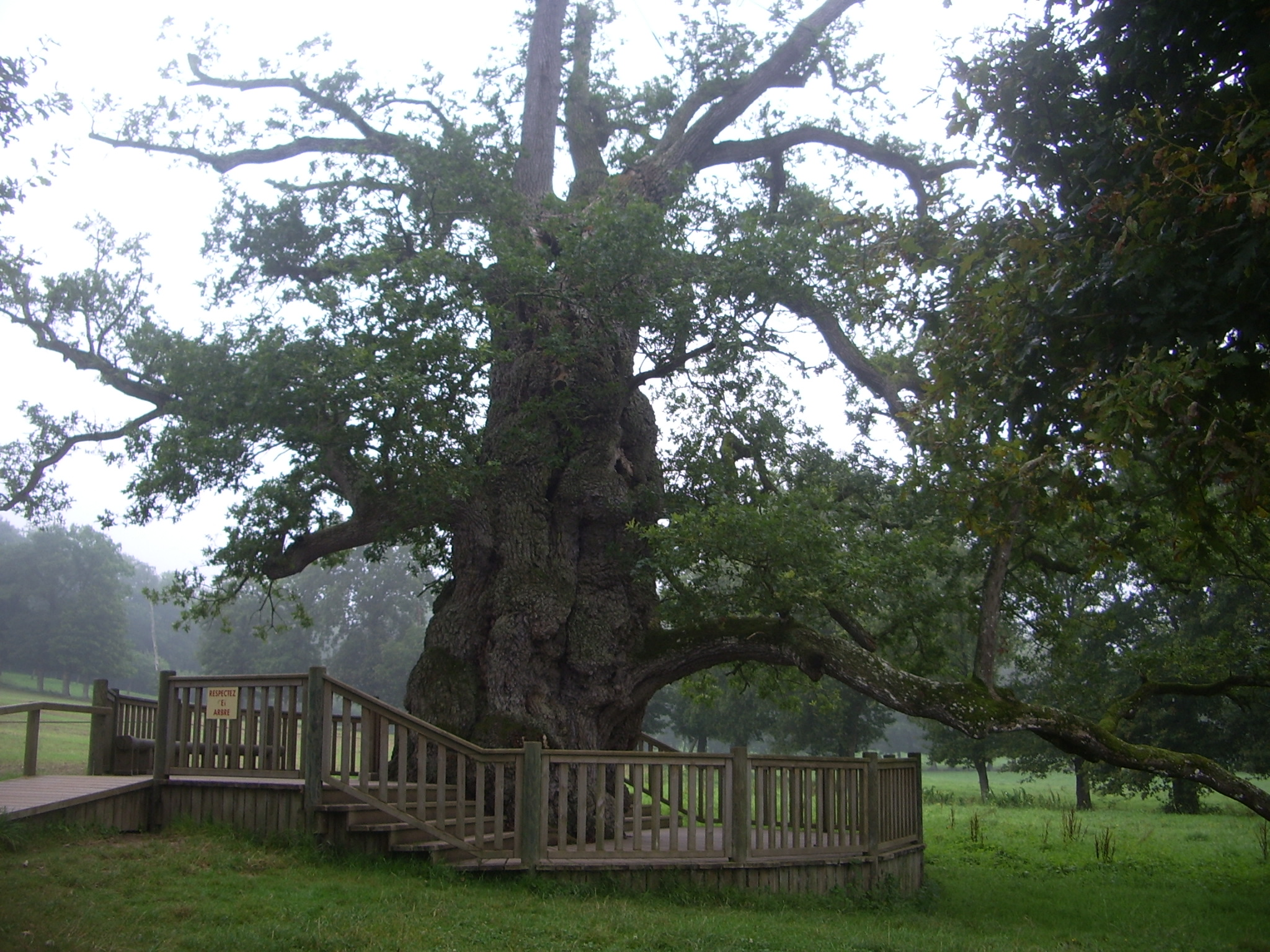
Le « Chêne à Guillotin », à Concoret, dans le Morbihan, où l'abbé Pierre-Paul Guillotin trouva refuge durant la Révolution.

Le clergé, dit insermenté, qui soutient, parfois, la chouannerie bretonne et continue à assurer les sacrements, mais est souvent victime de dénonciateurs et l'objet de recherches assidues, doit se cacher.
Fermes, châteaux, campagnes, montagnes et grottes sont de bons refuges : La Feuillée, Cléden-Cap-Sizun, Brissac (« Baume de M. Raymond »), ainsi que les gorges (Le Don, dans le Cantal) et les arbres creux dans les bois.
Villes et villages se scindent : pour le maire et le clergé constitutionnel ou pour le curé réfractaire. Dans le journal Le Cantaliste, on raconte que les dévotes de Sénezergues avaient dressé une potence pour le prêtre assermenté censé remplacer leur curé. « Mais l'honorable municipalité et nos braves frères d'armes de Sénezergues, qui aimaient au contraire les curés jureurs qui se soumettaient à la constitution, forcèrent ces béates à arracher avec leurs mains bénies le poteau et à payer une amende de 12 livres ». Cette histoire est une exception : la vie du prêtre réfractaire, s'il était dénoncé et retrouvé, se terminait souvent par la guillotine.

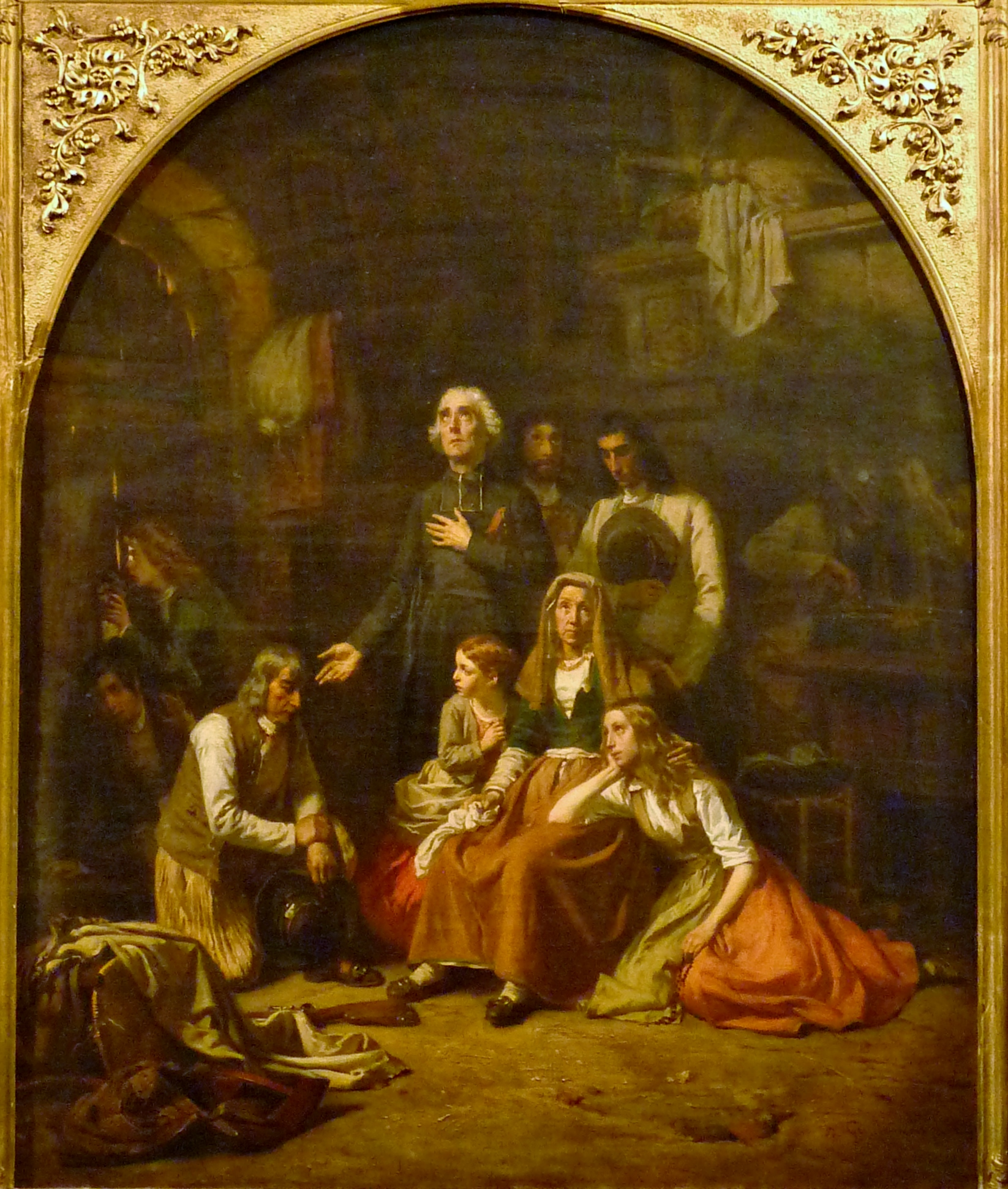
La dernière prière, huile sur toile d'Alexandre Marie Guillemin, 1844, musée des Beaux-Arts de Brest.

Les messes se disent dans les bois ou dans des maisons privées. Les réfractaires étaient donc sans cesse surveillés et inquiétés : « Certains prêtres acceptent d’être exilés en Espagne, Savoie, Suisse ou Italie, d’autres sont déportés sur les pontons de Rochefort ou à Bordeaux, d'autres encore sont condamnés à mort et exécutés. Enfin, certains sont emprisonnés dans les geôles de la région ». Ils sont déportés en Guyane française. Différents décrets les condamnent, en novembre 1791 et en avril 1792 (déportation). Louis XVI met son veto à ce dernier décret. Le 1er mai 1795, obligation est faite aux prêtres anciens déportés de quitter la France dans le mois, puis d'exercer des fonctions administratives. Plusieurs milliers se réfugient à Jersey, dépendante de l'Angleterre, comme Pierre-Adrien Toulorge. Certains deviennent célèbres, comme l'Abbé Jean-Baptiste Pialat, qui attire 8 500 fidèles (dont 300 communiants) à la messe des Rameaux, en 1795, à la ferme de Sauzet, près de Sainte-Bauzille-des-Putois. Il dénonce, avec le clergé d'Alès, les prêtres assermentés, élus à la place des réfractaires et choisis par des laïcs, « protestants, juifs, mahométans, apostats et mauvais catholiques, chose inouïe dans l'Église de Dieu ». 
Anne-Marie Javouhey deviendra leur auxiliaire auprès des mourants ou, avant les messes et les premières communions alors clandestines, pour garder le linge d'autel et les ornements et assurer la catéchèse. «Le  rôle des femmes semble avoir été primordial et des historiens datent de cette époque la féminisation du catholicisme en France (...) ; ces années seront le berceau de la future explosion des vocations dans la vie religieuse féminine»
L'abbé Guillaume-Joseph Chaminade exerce clandestinement son ministère sous divers déguisements comme ceux de marchand ambulant ou de chaudronnier, avant de s'exiler trois ans à Saragosse en Espagne,à partir de 1797. A son retour à Bordeaux à la fin de 1800, il doit encore affronter les tensions entre prêtres, anciens jureurs ou anciens réfractaires. Il fondera ensuite la Congrégation des Marianistes  et une autre de religieuses. Le curé d'Ars doit les sacrements, et sa vocation, à Charles Balley, génovefain, qui exercera son ministère clandestinement à Lyon sous le nom de Carlos avant de devenir vicaire d'Écully. Pierre Coudrin se cachera plusieurs mois dans le grenier d'un château avant de fonder la congrégation des Saints Cœurs de Jésus et Marie. Ces prêtres clandestins jouèrent un grand rôle dans la vie religieuse.

### Lieux de déportation

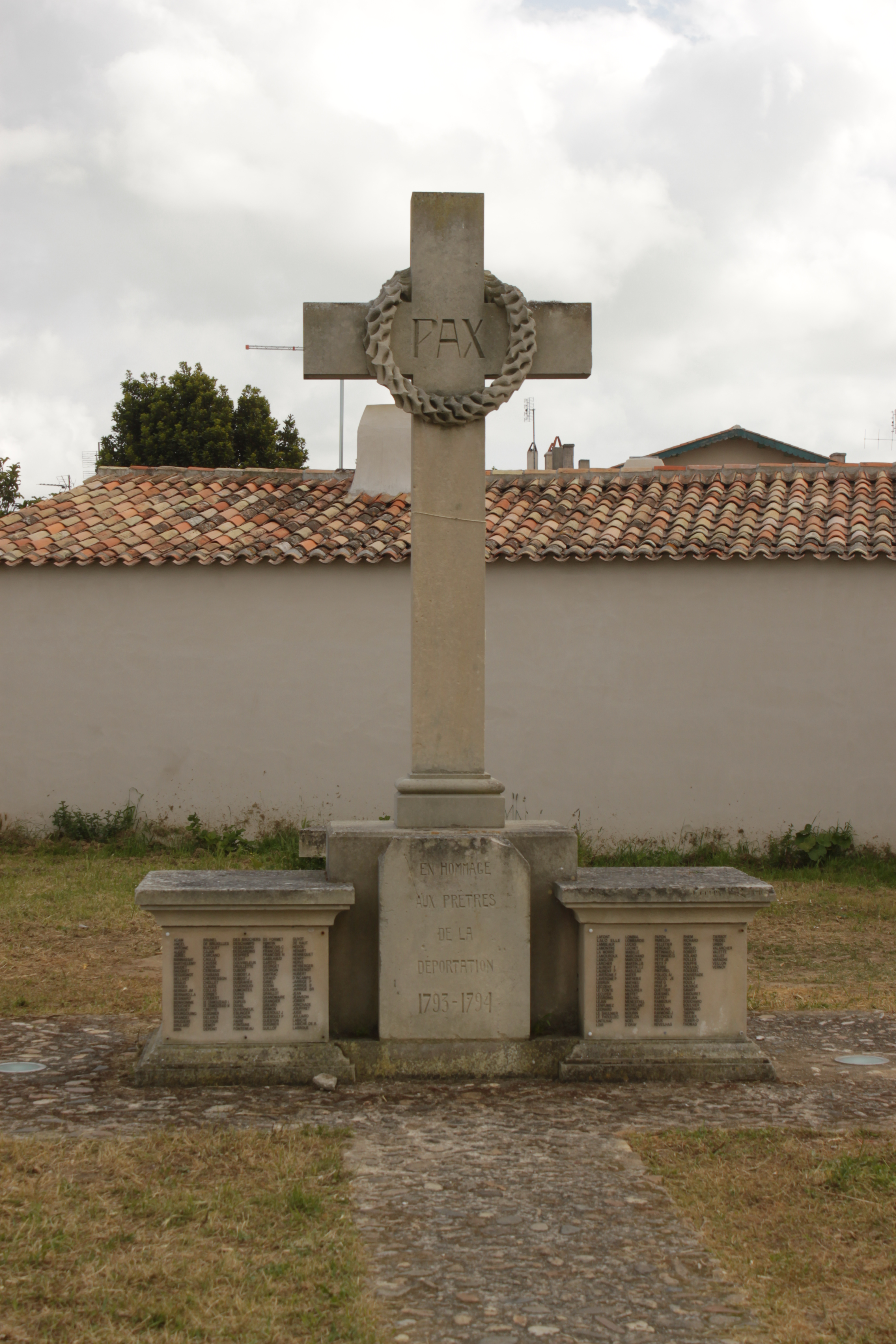
Monument en hommage aux Prêtres de la Déportation (1793-1794), où figure une liste de 250 noms. Île-d'Aix.

Les principales prisons et lieux de déportation étaient :
- Nantes
- Rochefort
- Île Madame
- Île d'Aix
- Île d'Oléron (fort)
- Île de Ré (fort)
- Guyane

Les premières déportations ont lieu de septembre 1792 à l'automne 1794 et, plus massivement, de 1796 à la fin de la Révolution, puis sont étendues aux prêtres étrangers.
Après l'accalmie qui fait suite à la chute de Robespierre et des siens, la persécution violente reprend notamment dans les territoires annexés. Ainsi, fin 1797, dans la seule Belgique occupée, 900 prêtres seront déportés, la quasi-totalité du clergé ayant refusé le serment nouvellement imposé.
Des monuments nous donnent des indications :
- Île d'Aix : 250 ;
- Île Madame (Cimetière des prêtres) : 254 ;
- Port-des-Barques (pontons de Rochefort) : 574.

La déportation a lieu, souvent, dans des conditions épouvantables, les déportés étant privés tant de nourriture que de sommeil.
Ainsi sur les 120 déportés à Cayenne, 119 meurent durant le voyage.

### Les registres paroissiaux clandestins

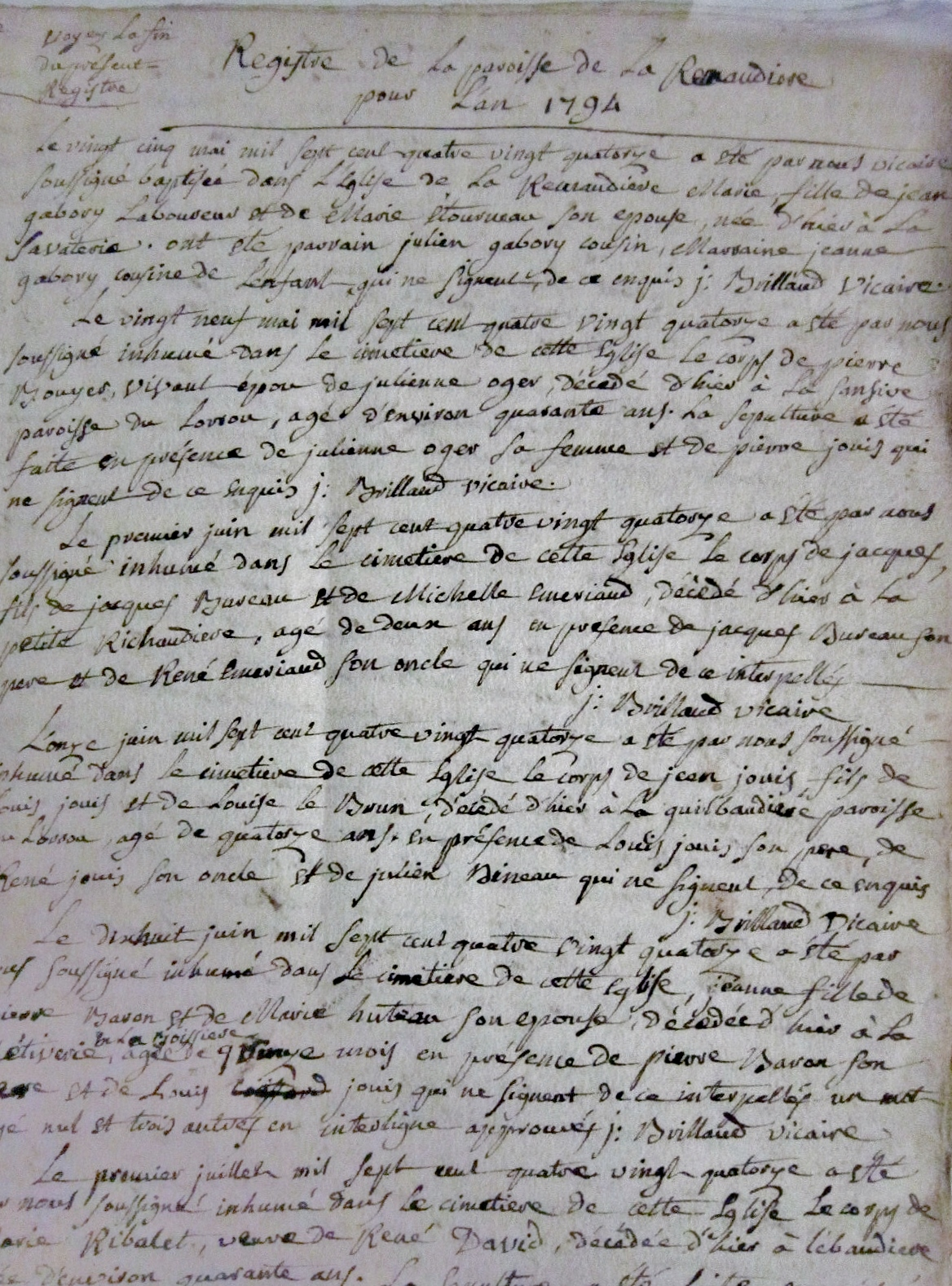
Registre paroissial clandestin de la paroisse de La Remaudière (Loire-Inférieure) en 1794, tenu par l'abbé Billaud, prêtre réfractaire (Musée de la Chouannerie, Plouharnel).

On peut noter l'apparition de nombreux registres paroissiaux clandestins : baptêmes, mariages se font clandestinement, chez les familles des victimes en particulier. À Betton par exemple, petit village breton, baptêmes et mariages s’arrêtent le 2 février 1793. Le prêtre Joseph Bligne a été assassiné dans la nuit du 26 au 27 messidor de l’an II. La dernière sépulture est mentionnée en fin 1792. Des cahiers secrets vont remplacer les registres officiels, les offices et les actes religieux seront pratiqués par des prêtres réfractaires, « cachés dans des fermes, ces derniers, prolongeant tous les actes de leur ministère, entretiendront un registre clandestin » : 402 baptêmes et 62 mariages célébrés en dehors de l’église officielle, sur quatre-vingt huit feuillets estampillés par l’évêché de Rennes,.
«  Le même sort éloit réserve aux fidèles chez lesquels des prêtres étaient saisis. M. Le Loup de La Biliais, conseiller honoraire au parlement de Bretagne, accueilloit avec charité dans son château les prêtres cachés. On s'empara d'un portefeuille contenait un assez grand nombre d'actes de baptêmes et de mariages. Sur cet indice qu'un prêtre réfractaire avoit été reçu au château, Carrier le fit traduire au tribunal criminel de Nantes, où il fut condamné à mort comme receleur de prêtres. Fort de son innocence, de La Biliais marcha au supplice avec le courage d'un homme de bien, et le subit d'une manière digne de la cause sainte pour laquelle il étoit condamné. Sa femme et ses deux filles partagèrent plus tard le même sort  »
— L'Ami de la religion, Volume 128

## Prêtres réfractaires connus

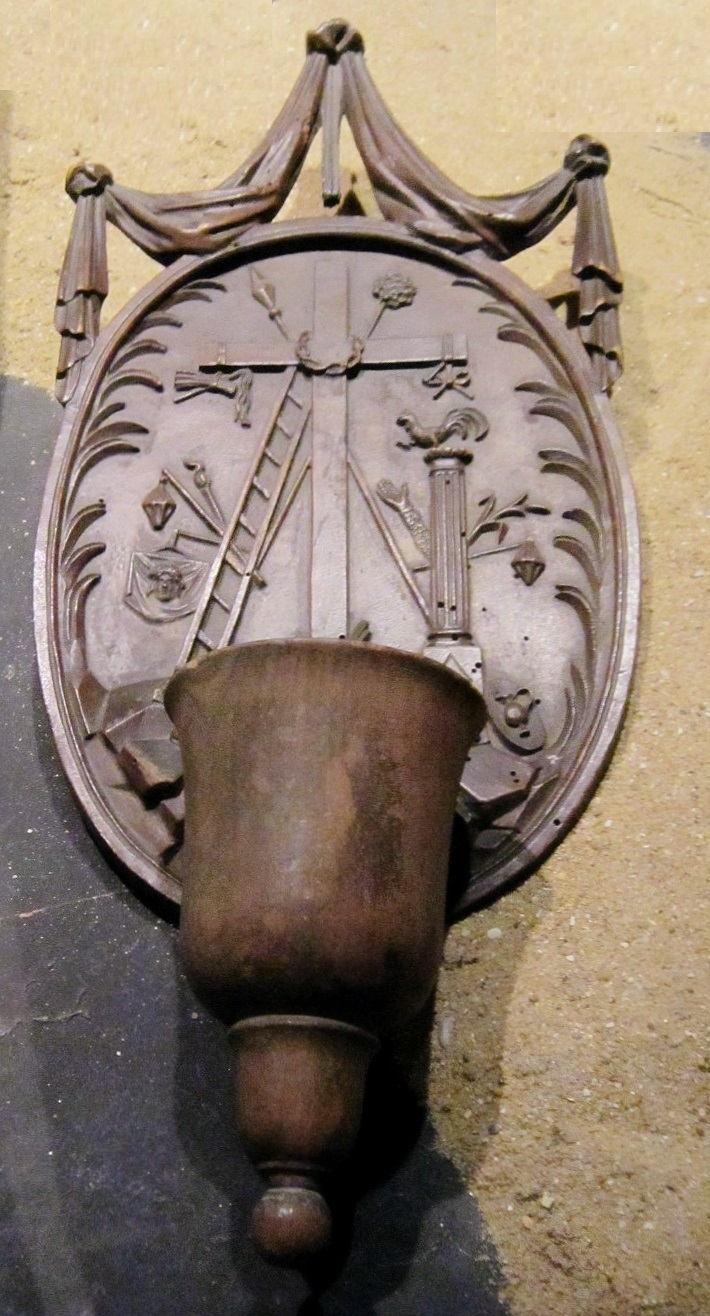
Bénitier en bois ayant servi à des prêtres réfractaires (Musée de la Chouannerie, Plouharnel).

### L'abbé Gilbert Soury
En Normandie, l'abbé Soury s'oppose au serment de 1793. Il est alors arrêté par des sans-culottes étrangers lorsqu'il célèbre la messe en l'église d’Alizay. Le 16 octobre 1793, il est emmené à Évreux et, le 19 octobre, il est interné au couvent des Ursulines.
Cependant, sa réputation de guérisseur le suit jusqu'en prison, et, le 13 janvier 1794, le vicaire de Fleury-sur-Andelle, interné en la maison du grand séminaire, demande à être envoyé aux Ursulines pour pouvoir consulter l'abbé Soury. Sa renommée médicale s'étend au-delà de la prison et lui apporte la libération. En effet, un jour, il reçoit la visite du député révolutionnaire Robert Lindet, qui vient le consulter à propos d’un mal supposément incurable dont il est atteint. Le traitement que lui donne l'abbé se montre d'une grande efficacité. Le 20 janvier 1795, l'abbé Soury est relâché par ordre du comité de sûreté générale : « Vu les différentes pièces relatives au citoyen Soury, en arrestation à Évreux, le Comité arrête que le citoyen Soury sera sur-le-champ mis en liberté et les scellés levés s’ils ont été apposés ».
Redevenu libre, Gilbert Soury se réfugie à Rouen où il reprend son ministère : il célèbre alors secrètement la messe dans l'arrière-boutique d’un confiseur, située au passage d'Étancourt, mais la municipalité de Rouen, inquiétée par le grand nombre de fidèles qui s'y rend, impose au prêtre réfractaire de quitter la ville. L'abbé Soury se retire alors dans sa maison natale de Celloville, où il donne des soins aux malades qui viennent de toute la France pour le consulter.

### L'abbé Charles-Jean Bonvoust
Le plus célèbre de ces prêtres réfractaires est sans doute l'abbé Charles-Jean Bonvoust, un bénédictin alençonnais, prieur de Saint-Pierre-de-Rouville à Périers-en-Auge, caché en octobre 1790 dans le manoir de Beaumoncel dans le village de Camembert chez Jacques et Marie Harel dans la vallée d’Auge, qui enseigna à Marie Harel, pour la remercier la recette du célèbre fromage de ce nom (c'est-à-dire l'amélioration de la recette qui ajoute au fromage une appétissante « croutte »), fromage découvert par Napoléon III le samedi 8 août 1863, au cours d’un dîner donné à son honneur à la sous-préfecture d’Argentan et depuis célèbre. On sait peu de choses sur l'abbé Bonvoust : l'abbé Guibe, curé de Camembert, écrit dans un bulletin paroissial, en 1947 : « Pendant la période révolutionnaire, douze prêtres ont signé des actes que j'ai retrouvés. Parmi ceux-ci se trouve Charles-Jean Bonvoust, bénédictin, prieur de Rouxville. D'après les actes qu'il a signés, il a été caché à Camembert, au mois de juillet 1796 à février 1797 ».

### L'abbé de Cléden-Cap-Sizun
Monsieur Pélerin, un notaire de Cléden, fait des dénonciations. Le Directoire ordonne que l'on traque les prêtres qui refusent la constitution, continuant leur exercice. « Instruit qu'il y a des rassemblements de prêtres perturbateurs dans l'ancien presbytère de Lamboban et dans le manoir de Kerazan, l'un et l'autre situés en Cléden, considérant que ces deux maisons sont des maisons nationales et que suivant l'article 6 de la loi du 20 juillet 1791, les officiers, sous-officiers et gendarmes sont tenus de faire la visite des maisons particulières à la réquisition des propriétaires locataires ou fermiers, requiert le sieur Jouan de partir sur le champ à la tête de sa brigade pour la visite des dites maisons et y arrêter et conduire au Directoire tous les ecclésiastiques soit en costume, soit déguisés qui pourraient s'y trouver, le charge de rendre compte de sa mission et le rend responsable de l'exécution du présent ». Les prêtres sont prévenus. Le lieutenant Jouan, de la brigade de Pont-Croix, ne trouve personne là où ils sont censés se cacher, à Plogoff dans des grottes (dont la grotte des prêtres) ou à Cléden. L'abbé Parcheminou parle de l'abbé Kerisit qui se cacherait derrière un talus, au sud du village de Kerlaouen ; l'abbé Gloaguen, lui trouverait refuge dans une maison, à Brézoulous.

### L'abbé Pierre Gosset
Pierre Gosset (1764-1844), dit Gosset sans Peur, originaire de Carantilly dans la Manche, refuse le serment et est désigné pour aller à l'armée. Il passe dans la clandestinité et va continuer à exercer son ministère sous des identités successives, sans cesse poursuivi par les autorités et protégé par ses ouailles. Il réussit sa mission pendant toute la Révolution. Sous l'Empire, il organise des filières pour aider de jeunes Normands à échapper à la conscription puis se fait arrêter et est emprisonné à Sainte-Pélagie. Il a eu deux proches parents de Vaudrimesnil (Manche), eux aussi prêtres réfractaires.

### Un exemple de résistance dans la paroisse de Locoal-Mendon
Dans un état du 29 octobre adressé au ministre, Baunard, commissaire à Auray, écrit en effet :

« Locoual : Allano, curé dangereux, avec connaissance, venu d'Espagne. Ces vaillants ecclésiastiques étaient hébergés dans les familles Le Bayon et Bruzac qui tenaient les fermes de La Forest. Les deux sueurs des abbés Allano, retirées elles-mêmes en ce lieu, se chargèrent de subvenir aux besoins et à la sécurité des persécutés. Il y avait à Belz un poste de soldats républicains et ceux-ci firent souvent des perquisitions à Locoal. Mais comme une route unique donnait accès à l'île, il était facile de signaler l'arrivée des « Bleus ». Dès qu'ils apparaissaient, un homme du hameau de Saint-Jean donnait l'alarme, et les prêtres se mettaient à l'abri dans des grottes voûtées (qui ont disparu), ou bien dans des fosses creusées à même le sol et recouvertes de fagots, ou encore dans d'ingénieuses cachettes des bâtiments de ferme.Plusieurs traditions locales relatives aux incursions des « Bleus » à la Forest ont été conservées par la population. En voici une, consignée dans les archives paroissiales : « Une petite domestique, âgée de 15 ans, gardait seule le presbytère, et, un jour, plutôt que de trahir, elle se laissa traîner par les cheveux ou la corde au cou, tout autour de la maison. Sans l'intervention d'un soldat plus humain que les autres, elle aurait payé de sa vie son dévouement Pas une trahison ne fut constatée à Locoal pendant cette triste période. Seule la magnifique croix de la paroisse, toute en argent, fut livrée aux Révolutionnaires on ne sait par qui ; on n'en pu sauver que le pied, fondu plus tard pour faire un ostensoir et un ciboire ». On raconte également que les Bleus interrogeaient les petits bergers de la Forest : « Émen é ma kuhet er véleion ? » (« Où sont cachés les prêtres ? »). Et ils faisaient briller à leurs yeux de belles pièces d'argent. Mais, pour toute réponse, ils n'obtenaient que ces mots : « Ne houiam ket ni ataù » (« Nous ne savons rien, nous »). »

« Les prêtres fidèles réfugiés à la Forest se tenaient à la disposition des chrétiens de la région. Messes, mariages, baptêmes étaient célébrés dans les bâtiments de la ferme que l'on peut encore voir. (…) ».

### Un procès aux Brouzils
Dans la ville des Brouzils, près de Montaigu, en Vendée, un curé, François Houssin, est découvert avec trois confrères, la veille de Noël 1793. Il avait continué son ministère, comme prêtre réfractaire, se cachant : « Sur la chemise de l'interrogatoire, à la suite des noms des quatre prêtres, se lisent les mots » : « Pour la Guillotine ». Il est accusé d’avoir « enfreint la loi relative à la déportation des prêtres réfractaires, d’avoir eu des intelligences avec les Brigands de la Vendée ». En conséquence, la Commission militaire condamne Houssin, ci-devant curé de Notre-Dame des « Brouzilles », prêtre non assermenté, à la peine de mort. François Houssin est donc guillotiné, sur la place du Ralliement, à Angers, le 1er janvier 1794.

### Autres exemples
- René Vallée
- Marc-Jean Achard-Lavort

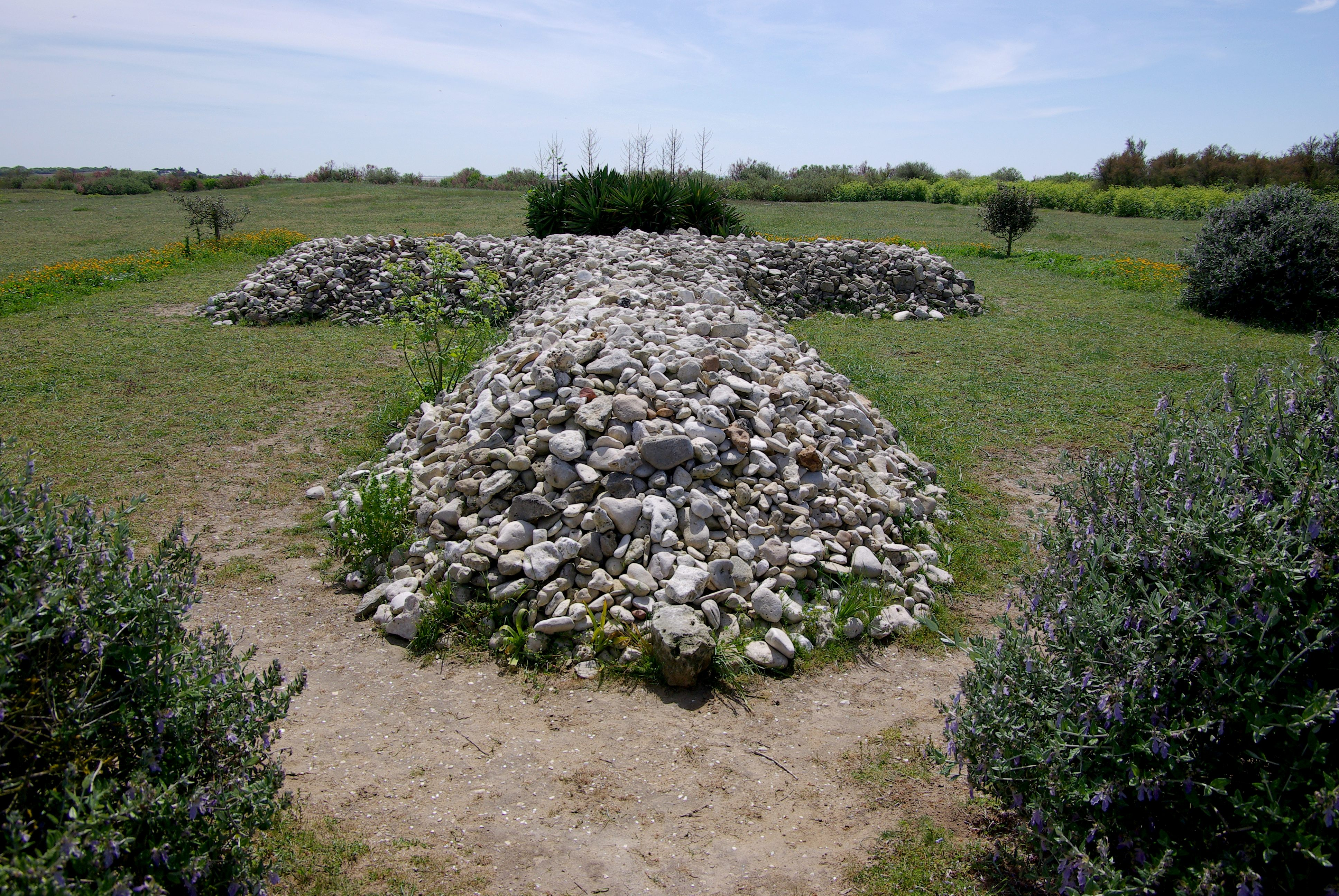
Croix de Galets de l'île Madame à la mémoire des prêtres réfractaires.

- Charles Vincent Barbedette, dit l’abbé Grands-Bots
- Thomas Bilhère
- Nicolas Corbillé
- Jacques Linsolas

## Prêtres réfractaires béatifiés
De nombreux prêtres réfractaires ont été reconnus comme martyrs et ont été béatifiés par l’Église catholique : en 1984, Jean-Paul II béatifie ainsi 99 d’entre eux, les martyrs d'Angers, et en 1995, 64 autres, les martyrs des pontons de Rochefort. 
On peut par exemple citer les bienheureux :
- Jean-Michel Langevin ;
- Noël Pinot ;
- Jacques Retouret ;
- Scipion-Jérôme Brigeat.

## Réception dans les arts
De nombreux vitraux des églises de Vendée représentent de manière réaliste des prêtres célébrant la messe clandestinement, dans les bois (Communion du Pré Fruchaud, verrière du Curé Girard), ou en nocturne (Verrière du Curé Barbedette Girard, La messe à l'aube - Bas du Moulinard par M. le curé Buchet. 1794), ou dans une maison privée, Noël Pinot montant à l'échafaud avec ses vêtements sacerdotaux, ou des prêtres cachés ou se cachant (L'Abbé Mongazon se cachant dans les roseaux, ou aidé par une bergère), arrêtés (Verrière Abbé Matthieu de Gruchy), morts ou mourants (Verrière Abbé Bénugat, Martyre de l'Abbé Voyneau, de l'Abbé Nicolas).

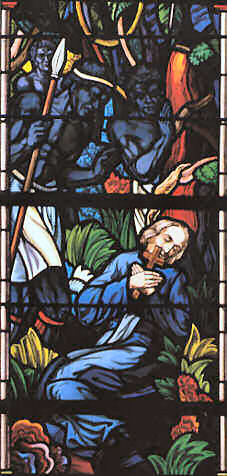
L'abbé Brénugat.
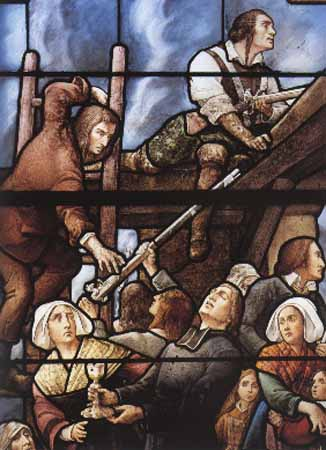
Prêtre et paroissiens de l'église Saint-Pierre de Chanzeaux.
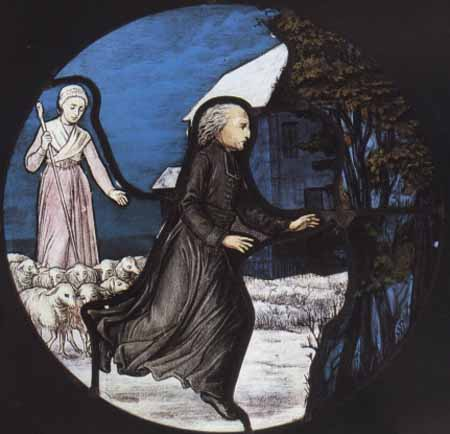
L'abbé Urbain Loir-Mongazon aidé par une bergère.
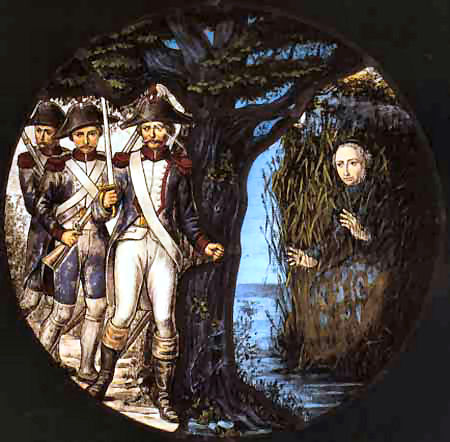
L'abbé Loir-Mongazon caché dans des roseaux.
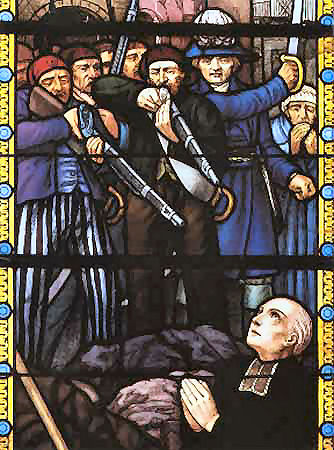
L'abbé Nicolas.
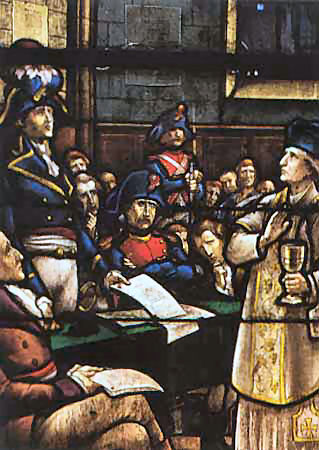
L'abbé Noël Pinot.
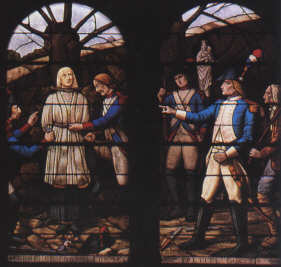
Le curé Voyneau.
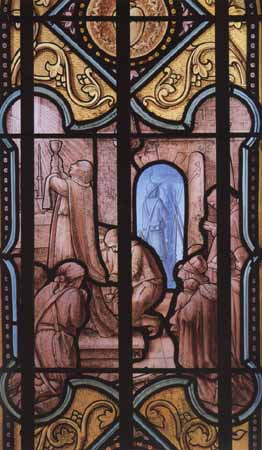
Une messe pendant la Terreur, dans la maison de Joseph Brault.

#### Sources primaires
- L'Histoire religieuse de la Révolution aux Archives nationales. Les archives nationales contiennent un grand nombre de documents sur les prêtres réfractaires, reclus ou déportés (lire en ligne sur Persée)
- Déclaration des prêtres insermentés du culte catholique, apostolique et romain : Courné prêtre réfractaire sous la Révolution française, Pergamon press, collection Les archives de la Révolution française (Lire en ligne sur Gallica)

#### Sources secondaires
- Thierry Trimoreau (thèse de doctorat soutenue en 2004), Les Prêtres Réfractaires pendant la Révolution Française (1789-1801), publié avec le concours de la ville du Mans en 2006 (préface du maire : Jean-Claude Boulard) et édité chez Pays et Terroirs, collection Bibliothèque Universitaire des Guerres de l'Ouest, Cholet, 2008.
- David Andress, The Terror: The Merciless War for Freedom in Revolutionary France, New York: Farrar, Straus and Giroux
- Germain Sicard. La répression contre les prêtres « réfractaires » en Haute-Garonne et dans le Midi toulousain durant la Révolution française. In: Religion et politique dans les sociétés du Midi. Actes du 126e Congrès national des sociétés historiques et scientifiques, « Terres et hommes du Sud », Toulouse, 2001. Paris : Éditions du CTHS, 2002. pp. 279-288. (Actes du Congrès national des sociétés savantes, 126)
- Éric de Mari, La mise hors de la loi sous la Révolution française (19 mars 1793 - 9 thermidor an II), Thèse Droit Montpellier, 1991, 750 p.
- Éric de Mari, « La répression des prêtres réfractaires conduite hors de la loi sous la révolution française (1793 - an VIII) », Cahiers d’études du religieux. Recherches interdisciplinaires (lire en ligne)
- Germain Alibert, « Le carnet secret de Jean-Louis Boutin, prêtre réfractaire de Montusclat », Cahiers de la Haute-Loire, Le Puy-en-Velay,‎ 2023 (son carnet, outre des écrits liturgiques, des actes de baptêmes ou de mariage clandestins, contient des pièces rimées destinées à être chantées, traduisant l’état d’esprit des prêtres réfractaires et les risques qu’ils encouraient).
- Claude Tavernier, « Le clergé réfractaire dans le Brivadois de 1791 à 1794 », Almanach de Brioude, Brioude,‎ 1966